# Michele Gamba
Michele Gamba (San Donà di Piave, 2 ottobre 1972) è un maratoneta e mezzofondista italiano.

## Biografia
Appartenente al Gruppo Sportivo Fiamme Gialle, ha vinto nel 1999 la maratona di Firenze.
Nel 2004 è stato campione italiano sui 10000 metri piani e ha partecipato ai campionati europei di corsa campestre di Heringsdorf arrivando 13º.
Nel 2005 ha partecipato ai campionati europei di corsa campestre di Tilburg, arrivando 18º.
Dal 2003 organizza la corsa podistica di 10 km Corri Trieste e dal 2017 la corsa podistica di 10 km Corsa dei Castelli, sempre a Trieste.

## Palmarès
| Anno | Manifestazione   | Sede        | Evento         | Risultato | Prestazione | Note |
| ---- | ---------------- | ----------- | -------------- | --------- | ----------- | ---- |
| 2004 | Europei di cross | Heringsdorf | Corsa seniores | 13º       | 28'26"      |      |
| 2004 | Europei di cross | Heringsdorf | A squadre      | Argento   | 50 p.       |      |
| 2005 | Europei di cross | Tilburg     | Corsa seniores | 18º       | 27'53"      |      |
| 2005 | Europei di cross | Tilburg     | A squadre      | 4º        | 75 p.       |      |

## Campionati nazionali
2001
- Oro ai campionati italiani di corsa campestre - 38'36"

2003
- Oro ai campionati italiani di maratonina - 1h02'48"

## Altre competizioni internazionali
1994
- 33º alla Stramilano ( Milano) - 1h05'19"

1995
- 20º al Trofeo Sant'Agata ( Catania) - 35'34"
- 13º alla BOclassic ( Bolzano) - 29'31"
- 5º al Trofeo Asics Run ( Cuneo) - 29'09"

1996
- 7º alla BOclassic ( Bolzano) - 28'57"
- 5º al Trofeo Asics Run ( Cuneo) - 28'57"
- 10º alla Scarpa d'Oro ( Vigevano), 8 km - 24'29"

1997
- Oro alla Mezza maratona di Verona ( Verona) - 1h04'55"
- 10º al Giro podistico internazionale di Castelbuono ( Castelbuono) - 33'41"
- 16º alla BOclassic ( Bolzano) - 29'21"
- 5º alla Scarpa d'Oro ( Vigevano), 8 km - 23'39"
- 7º al Campaccio ( San Giorgio su Legnano) - 36'53"

1998
- 4º alla Maratona di Venezia ( Venezia) - 2h13'22"
- 10º al Giro podistico internazionale di Castelbuono ( Castelbuono) - 34'33"
- 16º al Campaccio ( San Giorgio su Legnano) - 36'41"

1999
- Oro alla Maratona di Firenze ( Firenze) - 2h11'51"
- 13º al Giro podistico internazionale di Castelbuono ( Castelbuono) - 34'32"
- Argento al Trofeo Asics Run ( Cuneo) - 28'09"
- Argento al Giro Podistico di Vipiteno ( Vipiteno), 5 km - 13'48"

2000
- 16º alla Mezza maratona di Torino ( Torino) - 1h06'17"
- 14º alla BOclassic ( Bolzano) - 29'25"
- 4º al Giro Podistico di Vipiteno ( Vipiteno), 5 km - 13'57"

2001
- Oro alla Cortina-Dobbiaco ( Dobbiaco), 31,5 km - 1h36'21"
- Oro alla Stralivigno ( Livigno), 22 km - 1h13'56"
- 4º al Giro podistico internazionale di Castelbuono ( Castelbuono) - 33'38"
- 9º alla Cinque Mulini ( San Vittore Olona) - 38'36"
- 5º al Cross della Vallagarina ( Villa Lagarina) - 28'44"
- Argento al Cross del Sud ( Lanciano) - 25'10"

2002
- Bronzo alla Maratona d'Europa ( Trieste) - 2h11'58"
- Bronzo alla Roma-Ostia ( Roma) - 1h01'31"
- 5º alla Mezza maratona di Udine ( Udine) - 1h01'07"
- 11º alla Cinque Mulini ( San Vittore Olona) - 38'11"
- 5º al Campaccio ( San Giorgio su Legnano) - 35'32"

2003
- Argento alla Mezza maratona di Praga ( Praga) - 1h02'52"
- Bronzo alla Mezza maratona di Arezzo ( Arezzo) - 1h02'48"
- 18º alla BOclassic ( Bolzano) - 30'02"
- Argento alla Roma Urbs Mundi ( Roma) - 28'41"
- 10º al Cross de l'Acier ( Leffrinckoucke) - 30'41"

2004
- 6º al Giro podistico internazionale di Castelbuono ( Castelbuono) - 34'52"
- 23º alla Scalata al Castello ( Arezzo) - 30'45"

2007
- 9º alla Roma Appia Run ( Roma), 14,3 km - 44'27"
- Argento alla Corri Trieste ( Trieste), 5 km - 14'12"